# MITSU
MITSU (MITSU a.k.a.DELTA BLUSE PROJECT、みつ、本名：栗田光浩、1974年7月17日 - ）は、宮城県出身のギタリスト、ブルースシンガー、作曲家。

## 略歴
宮城県白石高等学校卒業。卒業後は東京でライブ活動などを経て、1999年 渡米。ニューヨーク在住のブルースマンFloyd Lee(a.k.a. Ted Williams)と演奏活動を始める。ニューヨークB.B.キングブルースクラブで日本人初の出演、アポロ・シアターライブ、「Music Under New York」主催のSubwayライブ、STREET FESTIVAL ライブ、全米ネットワークTV・ドキュメンタリー映画出演など、ニューヨークを中心に多方面で3年間活動をする。
ブルースを演奏する一方で、語学学校で出会ったドリアン助川とロックバンドAND SUN SUI CHIE （アンド・サン・スー・チー）を結成し、ライブハウスでライブ活動も始める。
帰国後は、DELTA BLUES PROJECT名義でライブ活動をしている。
現在は、MITSU(a.k.a. DELTA BLUES PROJECT)名義で「イングリッシュ・パブ」や「アイリッシュ・パブ」などでのライブ活動の他、道化師「アルルカン洋菓子店」としてのパフォーマンスを行なっている。NHK総合テレビ「未来観測 つながるテレビ@ヒューマン」（日曜23時〜23時40分）において、全国の頑張っている人に会いに行き、歌を届けるコーナー『哲也の陽はまた昇る』に2007年4月から2008年3月まで出演。明川哲也ともに、年間48曲をオンエア。
2012年、音楽のある人生を応援する「JOYMUギタースクール」を開校。スクール代表兼ギターコーチとしても活動。JOYMUとはEnjoy Your Music Life!（音楽のある人生を楽しもう!）の意。

## CDアルバム
- FLOYD LEE & MITSU - 「BLUES Mississippi~Harlem~Tokyo」（2001年）
- AND SUN SUI CHIE - 「SUN」（2003年 楽工房）
- DELTA BLUES PROJECT - 「DELTA BLUES PROJECT vol.1」（2004年 a.e.records）
- アルルカン洋菓子店 - 「星屑通りで店開き」（2009年 AQAS 00001）
- MITSU(a.k.a.DELTA BLUES PROJECT) - 「Mitsu's Juke Joint」（2010年 DELTA RECORDS）

## 出演番組
- 未来観測 つながるテレビ@ヒューマン（2007年・2008年　NHK総合テレビジョン）

## 連載
- 音遊人「MITSUのStreet Style」